# دشت مغاکی

برش عرضی یک حوضه اقیانوسی که نشان‌دهنده ارتباط دشت مغاکی با خیز قاره‌ای و درازگودال اقیانوسی است.

دشت مغاکی (انگلیسی: Abyssal plain) نوعی دشت زیرآبی است که در بخش‌های ژرف بستر دریا وجود دارد و اغلب در ژرفای بین ۴۰۰۰ تا ۶۰۰۰ متری یافت می‌شود. دشت‌های مغاکی در انتهای خیز قاره‌ای و پشته میانی اقیانوس گسترده شده و حدود ۵۰ درصد از سطح زمین را می‌پوشانند. این دشت‌ها جزء هموارترین، صاف‌ترین و ناشناخته‌ترین نقاط زمین به شمار می‌روند. دشت‌های مغاکی از عناصر زمین‌شناختی کلیدی در حوضه اقیانوسی به شمار می‌روند (پشته‌های میانی اقیانوس و تپه‌های مغاکی دیگر عناصر کلیدی هستند).
تشکیل دشت مغاکی نتیجه گسترش کف دریا (زمین‌ساخت ورقه‌ای) و ذوب پوسته اقیانوسی زیرین است. ماگما از استنوسفر (لایه‌ای از گوشته فوقانی) بالا آمده و با رسیدن این مواد بازالتی به سطح در محل پشته‌های اقیانوسی، پوسته اقیانوسی جدیدی تشکیل می‌شود که با گسترش کف دریا به طور پیوسته به اطراف کشیده می‌شود.
دشت‌های مغاکی به دلیل گسترش و وسعت زیاد دارای تنوع زیستی زیادی هستند و همچنین تأثیر زیادی بر چرخه کربن در اقیانوس‌ها، انحلال کلسیم کربنات و غلظت کربن دی‌اکسید در جو زمین در مقیاس زمانی زمین‌شناسی (از صدها تا هزاران سال) دارند.
دشت‌های مغاکی تا دهه ۱۹۴۰ به عنوان عوارض فیزیوگرافی مشخص در بستر دریا شناخته نمی‌شدند و تا سال‌های اخیر هیچ‌یک از این دشت‌ها به طور کامل مورد مطالعه قرار نگرفته بود. این دشت‌ها به دلیل پدیده فرورانش و تجدید پیوسته پوسته اقیانوسی، دارای ذخایر و پیشینه رسوبی اندکی هستند.